# ورزشگاه فرانسیس-لو بله
ورزشگاه فرانسیس-لو بله (انگلیسی: Stade Francis-Le Blé) یک ورزشگاه فوتبال در شهر برست، فرانسه است. این ورزشگاه که در سال ۱۹۲۲ تأسیس شده ۱۵٬۹۳۱ نفر ظرفیت دارد و ورزشگاه خانگی باشگاه فوتبال استاد برستوا ۲۹ محسوب می‌شود.

## نگارخانه

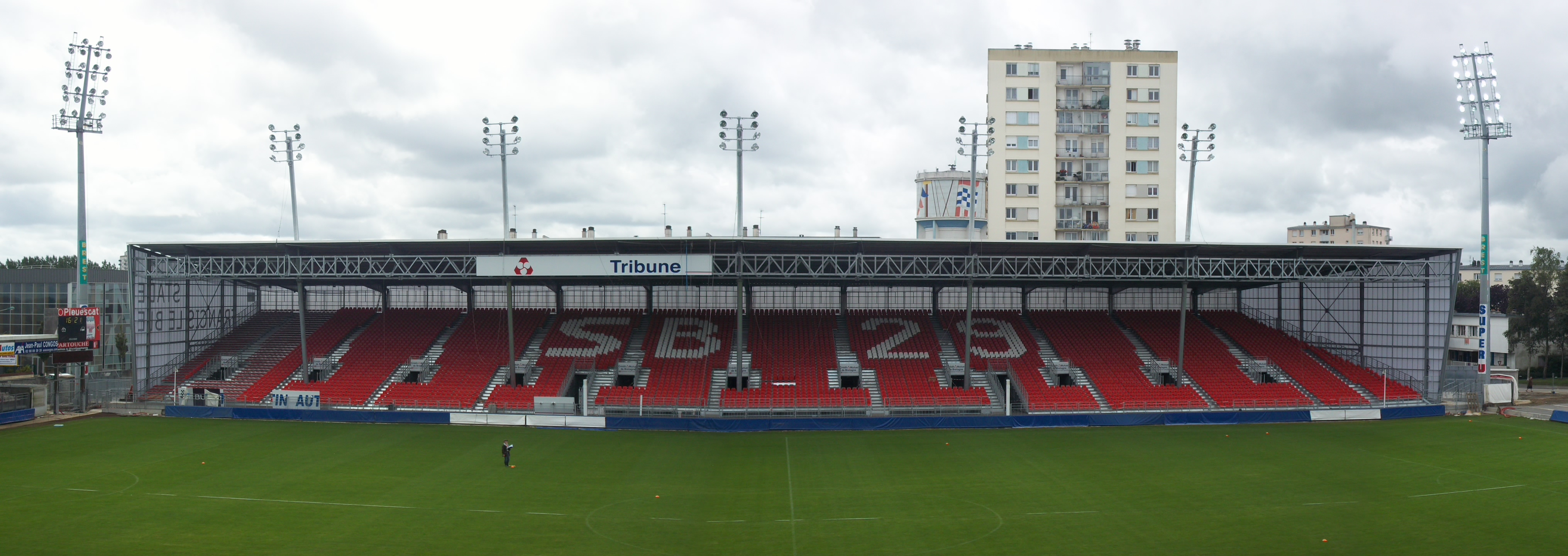
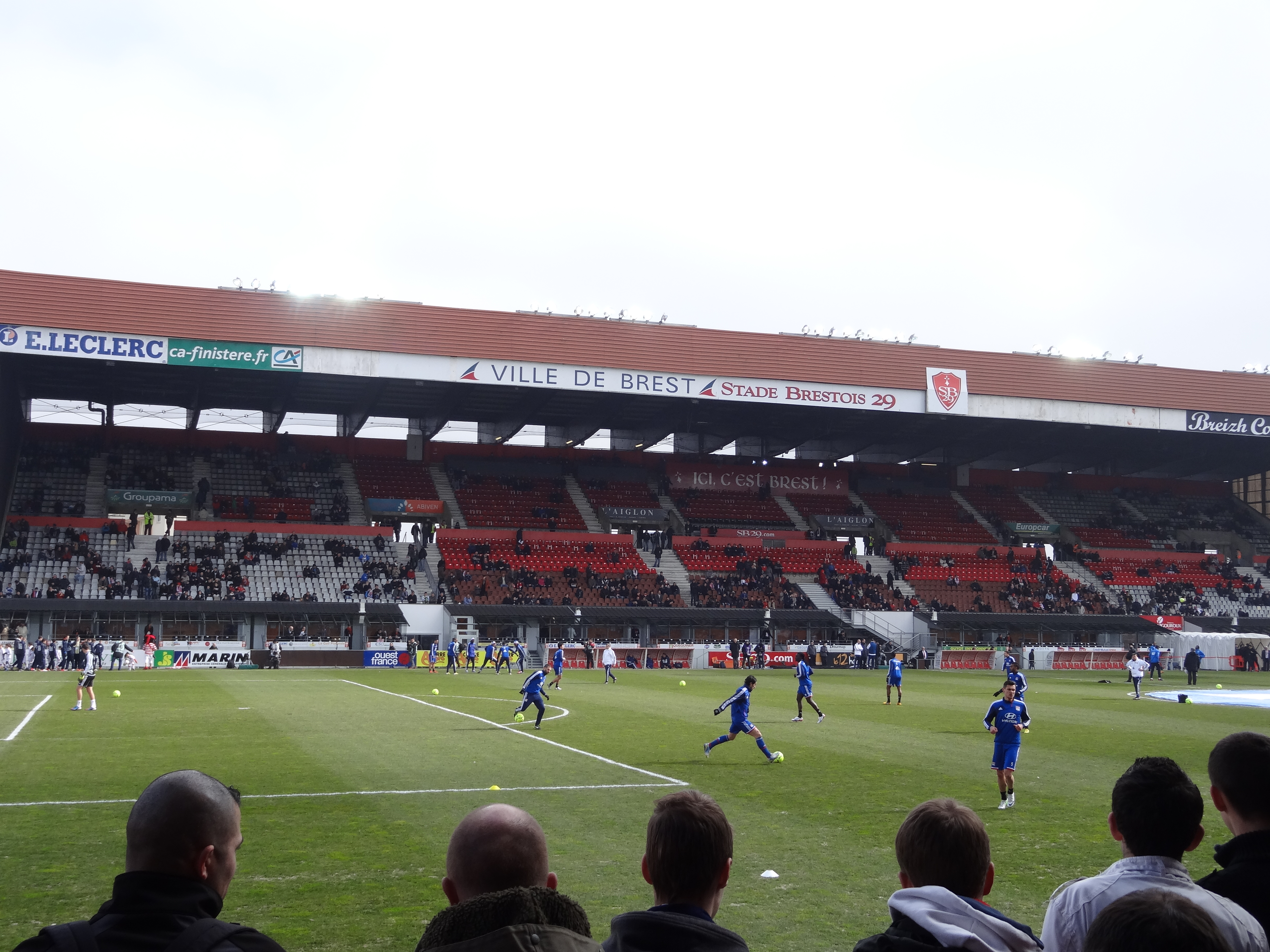
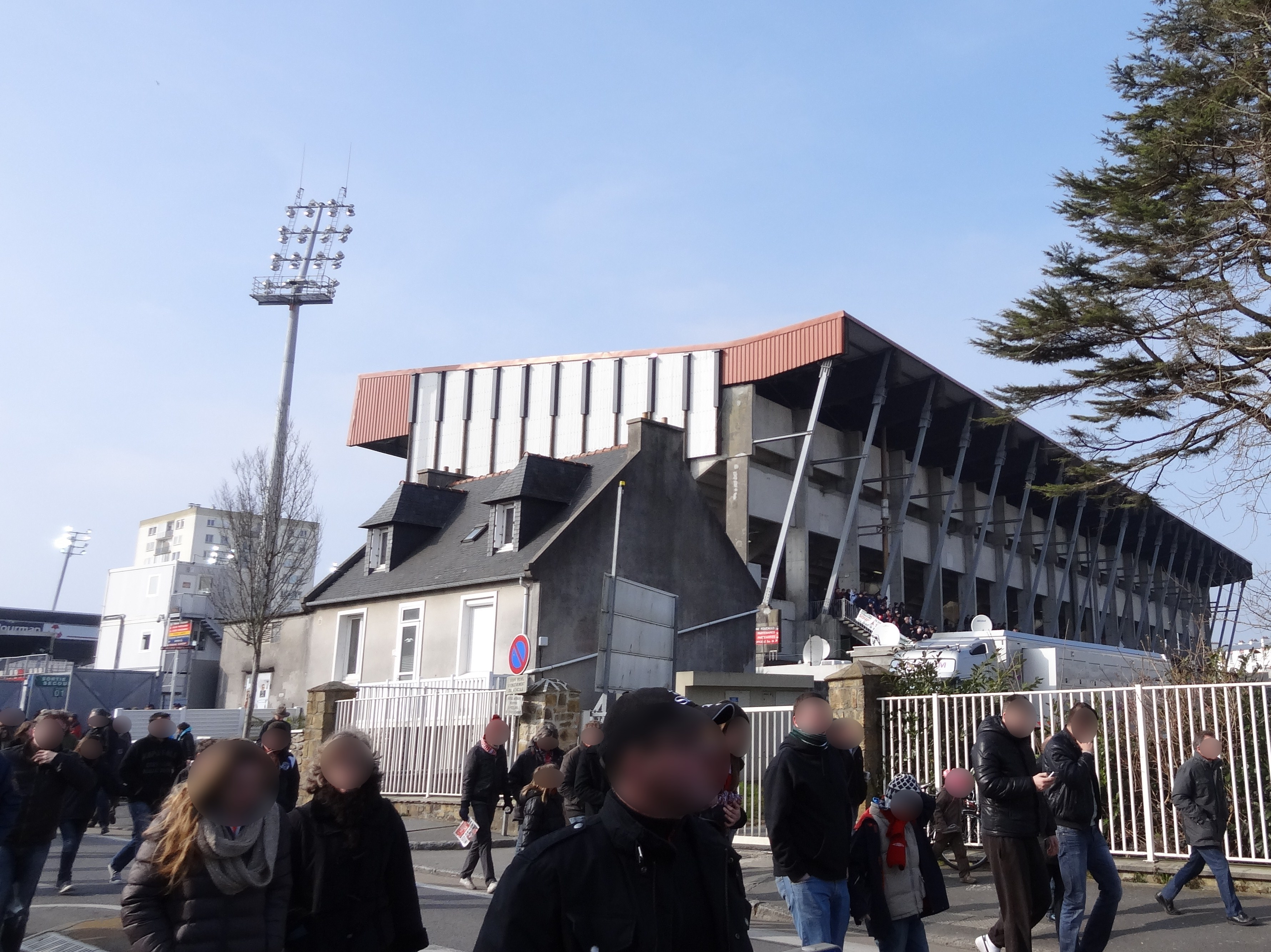
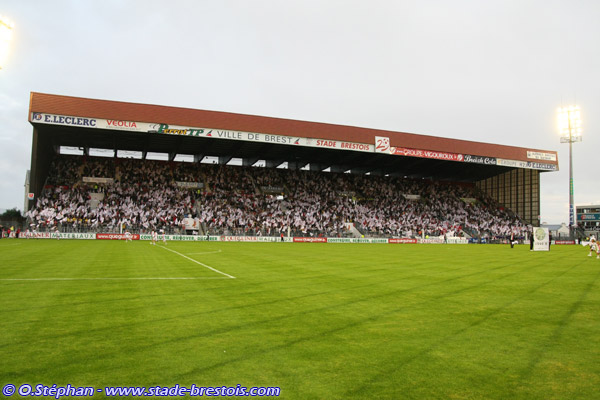